# Brouwerij Girardin

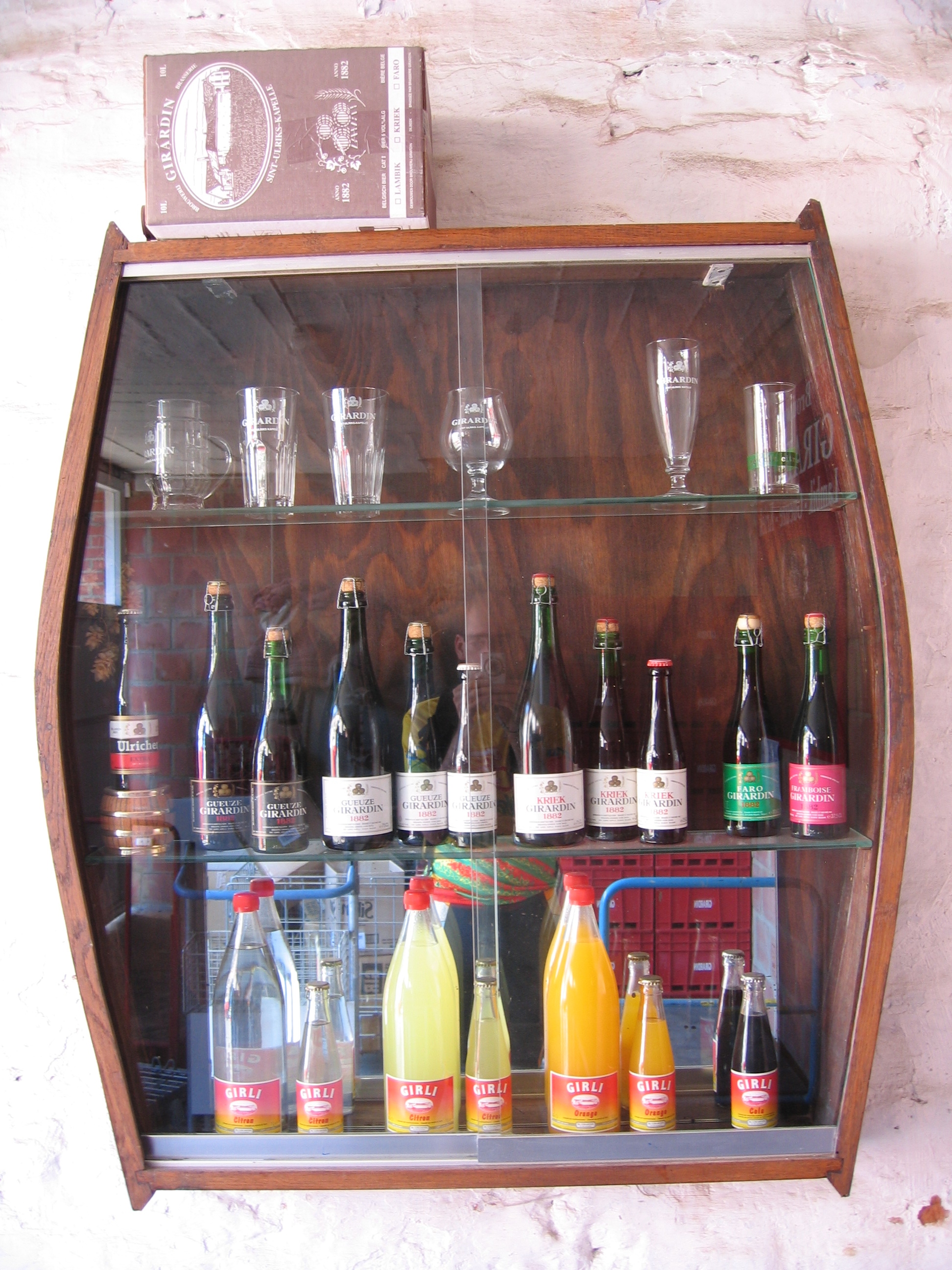
De bieren van Girardin

Brouwerij Girardin is een Belgische brouwerij gelegen in het dorp Sint-Ulriks-Kapelle. Toen de brouwerij in 1845 van start ging was het een deel van het landgoed van een edelman. De familie Girardin kocht de boerderij/brouwerij aan in 1882 en baat sindsdien het bedrijf uit.
De brouwerij brouwt lambiek dat grotendeels wordt verwerkt tot traditionele geuze, kriek, framboise en faro. Naast lambiekbier brouwt Girardin de pils Ulricher. Tot half 2014 werden er een aantal frisdranken gemaakt onder de naam Girli (kort voor 'Girardin Limonade').
De lambiek van Girardin wordt ook gebruikt door de geuzestekers Geuzerie Tilquin en De Cam.

## Bieren
- Lambik Girardin
- Faro Girardin, ongepasteuriseerde Faro, waarvoor dus niet vergistbare zoetstoffen worden gebruikt.
- Framboise Girardin
- Gueuze Girardin gefilterd - Wit etiket. Na een initiële vergisting in metalen vaten wordt de Geuze gefilterd en op flessen getrokken. Resultaat is een heldere Geuze zonder bezinksel.
- Kriek Girardin
- Gueuze Girardin Fond - Zwart etiket. Alhoewel de productiemethode die van Oude Geuze volgt wordt de naamgeving niet toegepast op het etiket. Verder wordt om praktische redenen de vervaldatum gelijkgesteld aan de productiedatum + 1 jaar, terwijl de werkelijke houdbaarheid gemakkelijk 10 keer langer is.
- Ulricher (25 cl)
- Ulricher Extra